# Casa de la Vila de Xerta
La Casa de la Vila de Xerta, també conegut amb el nom d'Escoles Velles és un edifici cantoner d'estil eclecticista protegit com a bé cultural d'interès local del municipi de Xerta (Baix Ebre). És la seu de l'Ajuntament.

## Descripció
L'edifici està situat en un angle de la plaça Major, centre neuràlgic de la vila. Es distribueix en planta baixa i tres pisos. La façana presenta una distribució simètrica. A la planta baixa trobem carreus de pedra encoixinats i acabats amb una cornisa que fa d'impostes als arcs de mig punt de les dues finestres i de les portalades. La clau de l'arc central conté l'escut de la vila, el taronger, i a sota la data de construcció (1896). Al primer pis hi ha un balcó corregut de pedra i finestrals amb motllura mixtilina en forma de frontó. Al segon pis, els balcons de pedra estan separats i la motllura del frontó es simplifica. A cada pis hi ha cornises a nivell dels forjats coincidint amb els balcons. La façana és rematada per un frontó. Destaca el treball de forja dels balcons i les reixes.
De l'interior de l'edifici cal destacar l'escalinata i la barana de forja.

## Història
L'edifici es va començar a construir l'octubre del 1895 pel mestre d'obres Josep Arnal i Matheu sota les ordres de l'arquitecte provincial Ramon Salas i Ricomà. El mes d'agost del mateix any, el llavors ministre de Foment, el tortosí Albert Bosch i Fustegueras, havia signat la concessió d'una subvenció per valor del 50% del pressupost de l'obra després de moltes gestions desenvolupades pel consistori d'aquell moment, especialment per l'alcalde Francesc Rius i Damaré. A l'escalinata de l'edifici es conserva una placa d'agraïment del poble xertolí al ministre. La part restant la van assumir les arques municipals. Molts dels obrers que van participar en la construcció de l'edifici treballaven a "jornal de vila", és a dir, sense rebre cap sou a canvi.
L'edifici fou inaugurat amb grans celebracions (segons la premsa de l'època) enmig de les festes majors de Sant Martí, el 12 de novembre de 1896. A l'acte hi va assistir el governador de la província, el sotsdirector d'ensenyança provincial, mestres, inspectors d'ensenyament, capellans, autoritats locals,... entre d'altres.
Durant la guerra civil, l'ensenyament es va suspendre i uns mesos del 1938, durant la batalla de l'Ebre, el poble va ser evacuat, ja que era línia de front. En aquell moment l'edifici fou utilitzat pels militars. En acabà el conflicte, els pisos superiors es trobaven en mal estat i no va ser fins al 1945 quan l'edifici va tornar a acollir els alumnes xertolins. L'any 1968 es va construir un nou edifici escolar i per aquest motiu, les escoles velles van deixar de tenir una utilitat pública. A principis dels anys 80 es decideix restaurar les dues primeres plantes de l'edifici per tal d'acollir les dependències de l'ajuntament. Al febrer de 1985 es va celebrar el primer ple al saló de sessions.
L'any 1996 es va commemorar el centenari de l'edifici i al mateix temps es va restaurar el tercer pis on actualment s'ubica la biblioteca municipal i el punt TIC.
L'any 2010 es van realitzar obres de millora a la primera planta, on s'ubiquen les dependències municipals, i es va instal·lar una modern ascensor vidrat a l'escalinata de l'edifici que facilita l'accés a totes les plantes.